# Telefonstreich
Als Telefonstreich (auch Telefonscherz, Spaßtelefon, Scherzanruf oder Telefonspaß) bezeichnet man ein Telefonat mit dem Ziel, den Angerufenen in eine skurrile oder ungewöhnliche Lage zu versetzen, um sich über dessen Reaktion zu amüsieren. Derartige Streiche sind heute in einigen Medien, insbesondere bei Radio- und Fernsehstationen als Comedy-Elemente populär.

## Geschichte
Von Erich Kästner gibt es das Gedicht „Das verhexte Telefon“, das Telefonstreiche schildert.
Als Unterhaltung wurden sie im deutschsprachigen Raum erstmals Anfang der 1960er durch Peter Frankenfelds Valsch Ferbunden populär, in den 1980er-Jahren wiederum durch Karl Dall, dessen Telefonstreiche live im Fernsehen übertragen wurden. In der von Kurt und Paola Felix präsentierten Sendung „Verstehen Sie Spaß?“, die im ersten Programm der ARD ausgestrahlt wurde, war er u. a. als chaotischer Filmvorführer und Spaßtelefonierer vertreten. Live-Schaltungen haben sich jedoch nicht durchgesetzt. Heute werden Streiche vor allem von professionellen Telefonierern im Tonstudio aufgenommen, geschnitten und nachbearbeitet. Die Fernsehserie Crank Yankers stellt aufgenommene Telefonstreiche als Puppenspiel mit Muppets-ähnlichen Handpuppen nach.
Seit den 1990er-Jahren werden vermehrt Telefonstreiche im Radio gesendet. Bekannte Sendungen und Protagonisten sind unter anderem: Jochen Kneifeld (seit 1992), Bodo Bach (seit 1994), Stefan Raab (Professor Hase) (1997), Studio Braun (spätestens seit 1998), Paul Panzer (spätestens seit 2001), Der kleine Nils (spätestens seit 2004), Radio PSR „Sinnlos Telefon“, Elvis Eifel und im österreichischen Radio der Ö3-Callboy (seit 2000). Populäre Beispiele aus den USA sind die Jerky Boys (1989) und die Touch Tone Terrorists.
Heikler sind Telefonstreiche, in denen sich der Anrufer als eine reale Person vorstellt: Im September 2008 wurde die Chefin der hessischen SPD, Andrea Ypsilanti, durch einen Anrufer des Radiosenders ffn hereingelegt, der sich als Franz Müntefering ausgab und dessen Stimme glaubhaft imitierte. Das führte zu Ermittlungen durch die Staatsanwaltschaft, da der Mitschnitt ohne Erlaubnis der Betroffenen bei YouTube veröffentlicht wurde und bislang abrufbar ist. Nach dem Telefonat lehnte Ypsilanti die Veröffentlichung des Mitschnitts im Radio ffn ab. Der genaue Weg, wie der Mitschnitt ins Internet gelang, ist nicht bekannt, sicher ist nur, dass der Youtube-Nutzer mole02008 am 15. September 2008 ein Video mit dem Verweis auf den Mitschnitt außerhalb von Youtube veröffentlichte, worin er behauptete, er könne das Video aus rechtlichen Gründen nicht direkt veröffentlichen. Nach diesem Verweis wurde der Mitschnitt von verschiedenen Youtube-Usern auf Youtube veröffentlicht. Der Mitschnitt wurde insgesamt über 100.000 mal abgerufen. In dem Gespräch entschuldigte sich Ypsilanti dafür, dass die hessischen Jusos gerade nicht „kontrollierbar“ seien. Als der imitierte Franz Müntefering Ypsilanti dazu aufforderte, Hessen Roland Koch zu überlassen, reagierte sie sehr negativ und behauptete, das könne sie „nicht machen“.
Im Dezember des gleichen Jahres gab sich ein Unbekannter gegenüber Pakistans Präsident Asif Ali Zardari als indischer Außenminister (Pranab Mukherjee) aus und drohte mit militärischen Mitteln, falls nicht die Urheber der Anschläge von Mumbai ausgeliefert würden. Dieser Anruf sorgte für Alarmbereitschaft bei der pakistanischen Luftwaffe, bis der Irrtum aufgeklärt werden konnte.
Im Dezember 2012 nahm sich in London Jacintha Saldanha, eine Angestellte des königlichen King Edward VII’s Hospital das Leben, die in einen vom Radiosender 2Day FM landesweit gesendeten Telefonstreich verwickelt gewesen war. Sie hatte die schlecht imitierten Stimmen von Prinz Charles und Queen Elisabeth II für echt gehalten und den Anruf zu einer medizinischen Mitarbeiterin weitergeleitet. Diese hatte sich ebenso täuschen lassen und den Anrufern detaillierte Auskünfte zum gesundheitlichen Zustand der schwangeren Kate Middleton preisgegeben. Danach war sie verhöhnt worden. Es gab in der Folge in Großbritannien und Australien, wo der Radiosender sitzt, landesweite Trauerkundgebungen. Die Radiomoderatoren Mike Christian und Mel Greig ernteten schärfste Kritik, da die tote Angestellte zudem zweifache Mutter war. Greig, die in plump effekthascherischer Manier die Stimme Ihrer Königlichen Hoheit Queen Elisabeth imitiert und damit zum Geschehen wesentlich beitrug, hatte in einer ersten Reaktion auf den Tod der Angestellten deren Familie und die Öffentlichkeit um Vergebung gebeten und gesagt, sie sei ehrlich geschockt.  Das Drama schlug hohe Wellen.

## Rechtliches

### Deutschland
Das Aufnehmen der Anrufe auf einem Tonträger ohne Einwilligung des Gesprächspartners ist nach § 201 StGB als Verletzung der Vertraulichkeit des Wortes strafbar. Allerdings kann unter bestimmten Umständen, wie sie bei solchen Telefonscherzen gegeben sind, die Einwilligung erst im Verlauf des Gesprächs eingeholt werden, wenn bei Nichteinwilligung die Vernichtung des bereits aufgezeichneten Materials sichergestellt ist.
Gefälschte Hilferufe oder Streiche bei Rettungsdiensten, Polizei oder Feuerwehr sind grundsätzlich als Mißbrauch von Notrufen (§ 145 StGB) strafbar.
Unter Umständen können bei solchen Anrufen auch die Tatbestände Beleidigung (§ 185 StGB), Stalking (§ 238 StGB) oder bei Erzeugung sehr lauter Geräusche Körperverletzung (§ 223 StGB) erfüllt sein.
Neben den strafrechtlichen Folgen können auch zivilrechtliche Folgen eintreten. Betroffene können einen Unterlassungsanspruch geltend machen und dafür auch eine Einstweilige Verfügung erwirken. Ferner besteht die Möglichkeit, Schmerzensgeld zu fordern.

### Österreich
Wer eine Tonaufnahme ohne Einwilligung des Gesprächspartners einem Dritten zugänglich macht oder veröffentlicht, macht sich wegen Mißbrauch von Tonaufnahme- oder Abhörgeräten strafbar (§ 120 Abs. 2 Strafgesetzbuch).
Telefonterror fällt seit 1. Juli 2006 unter den strafrechtlichen Tatbestand der beharrlichen Verfolgung (§ 107a StGB).